# Basisregistratie Adressen en Gebouwen
De Basisregistratie Adressen en Gebouwen (BAG) is de naam voor een Nederlandse Basisregistratie. Deze bestond aanvankelijk uit twee basisregistraties, te weten de Basisregistratie adressen (BRA) en de Basisgebouwenregistratie (BGR), maar door een wijzigingswet van 24 februari 2017 zijn ze tot één samengevoegd.

## Wet basisregistratie adressen en gebouwen
De Wet basisregistratie adressen en gebouwen, Wet BAG, ook wel Wet bag, regelt dat de gemeenteraad het grondgebied van de gemeente indeelt in een of meer woonplaatsen en dat gemeenten een aantal basisgegevens over gebouwen en adressen bijhouden in één geautomatiseerd systeem. Alle overheidsorganen moeten deze gegevens verplicht gebruiken bij de uitoefening van hun publiekrechtelijke taken.

## Inhoud

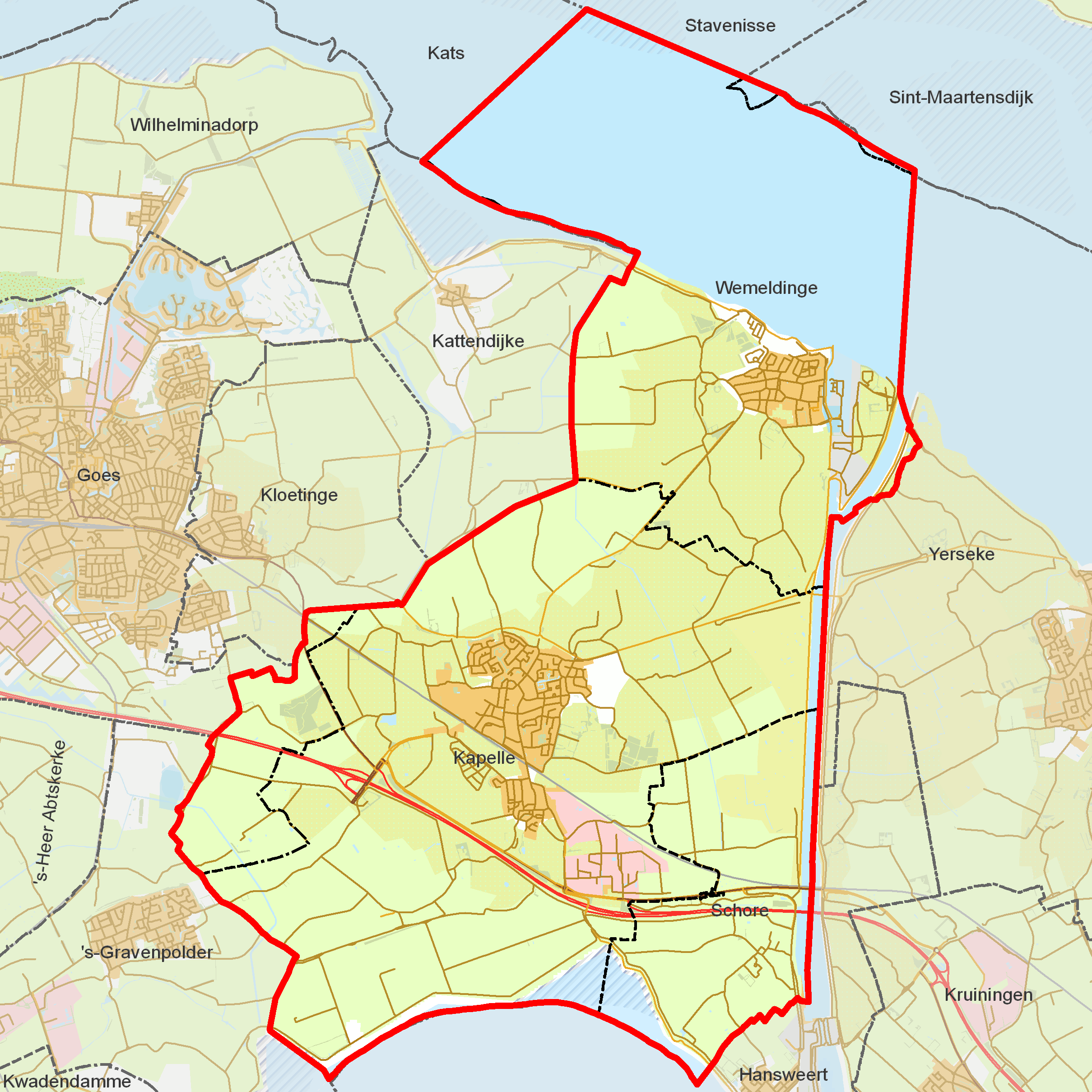
BAG-woonplaatsen - Gemeente Kapelle

De gemeenten moeten gegevens bijhouden over een aantal soorten objecten:
- woonplaats
- openbare ruimte: meestal de straat of het plein, soms de wijk
- nummeraanduiding: meestal gewoon een getal, en in ieder geval dan overeenkomend met het begrip huisnummer
- pand: bouwkundige eenheid
- ligplaats: plek voor het permanent afmeren van een vaartuig
- standplaats
- 'verblijfsobject': eenheid van gebruik binnen pand(en).

Deze begrippen worden genoemd in artikel 1 van de wet. Een adres is een combinatie van woonplaats, 'openbare ruimte' en nummeraanduiding. Als de 'openbare ruimte' de wijk is, dan zijn er of helemaal geen straatnamen, of er zijn straatnummers (niet apart in de BAG) en een nummeraanduiding bestaande uit dat nummer gevolgd door het volgnummer binnen de straat. Onder huisnummer zou men de hele nummeraanduiding of het tweede deel ervan kunnen verstaan. Daarbij zou men kunnen aansluiten bij wat bij de deuren staat aangegeven. Zie ook afwijkende adresseringen.
Elk verblijfsobject, ligplaats en standplaats heeft (of krijgt) een adres. Wat er over de afzonderlijke objecten als woonplaatsen en panden moet worden vastgelegd, staat in de Catalogus BAG.

## Uitvoering
Het Kadaster beheert de Landelijke Voorziening voor de BAG (LV BAG). De gemeenten leveren hier hun gegevens aan, zodat de gegevens van daaruit verstrekt kunnen worden aan gebruikers. Gegevens worden in XML-vorm aangeleverd en verstrekt in zowel XML-vorm als GML-vorm. Daarnaast is het voor iedereen mogelijk om via de BAG Viewer de BAG te raadplegen.